# Marché Gambela
Le marché Gambela, ou marché Mama Apenge Gambela, est un des plus grands marchés de Kinshasa en RDC. Il est situé sur l’avenue Gambela dans la commune de Kasa-Vubu.
En mai 1989, le marché Gambela abrite 4 600 vendeurs.